# Черногръд хют-хют
Черногръд хют-хют (Pteroptochos tarnii) е вид птица от семейство Rhinocryptidae.

## Разпространение
Видът е разпространен в Аржентина и Чили.